# Haumaefa
Haumaefa – miejscowość w Tuvalu, położona na wyspie Nanumea.
Osada ma powierzchnię 0,07 km². W 2001 roku zamieszkiwały ją 123 osoby, a w 2012 roku – 187.